# Oreoicidae
Oreoicidae là một họ nhỏ của chim biết hót và ăn sâu bọ mới được công nhận gần đây. Nó chứa 3 loài trong 3 chi riêng biệt.

## Lịch sử phân loại
Dựa trên hình thái học, Aleadryas và Ornorectes ở New Guinea cũng như Oreoica ở Australia đã từng được đặt tách rời hay cùng nhau trong ba họ khác biệt là Pachycephalidae (chim hót Australasia), Falcunculidae (bách thanh-bạc má Australia) và Colluricinclidae (bách thanh hoét Australia-Papua) vào thời gian này hay thời gian khác trong khoảng 50 năm qua (như trong Mayr 1967; Wolters 1980a, b; Sibley & Monroe 1990; Dickinson 2003; Boles 2007a).
Họ nhỏ Oreoicidae ở khu vực Australia-Papua có lẽ có quan hệ họ hàng gần với các họ Falcunculidae và Cinclosomatidae dù sự phân chia giữa chúng là khá sâu, có niên đại tới gần ranh giới Oligocen/Miocen. Jønsson et al. (2016) ước tính tổ tiên chung của 3 họ này từng sinh sống vào cuối thế Oligocen, khoảng 26 triệu năm trước. Mặc dù việc gộp nhóm của Falcunculidae và Cinclosomatidae được hỗ trợ mạnh trong phân tích của Aggerbeck et al. (2014)  và Jønsson et al. (2016) , nhưng hỗ trợ cho việc gộp cả Oreoicidae là ít mạnh hơn. Jønsson et al. gộp cả họ Psophodidae vào trong nhánh này và có quan hệ chị-em với Oreoicidae, nhưng điều này chỉ có sự hỗ trợ rất yếu. Cả Aggerbeck et al. (2014) và Marki et al. (2015) đặt Psophodidae gần với Vireonidae mặc dù bộ dữ liệu của Marki et al. là khá giống với bộ dữ liệu của Jønsson et al..
Jønsson et al. (2016) nhận thấy 3 loài Oreoicidae tạo thành một nhóm có độ hỗ trợ mạnh. Họ thậm chí còn gợi ý về việc gộp tất cả chúng trong cùng 1 chi (Oreoica có độ ưu tiên cao nhất), nhưng với sự chia tách giữa 3 loài này cỡ độ khoảng 10 triệu năm trước thì điều này xem ra chưa thật sự hợp lý.
Mặc dù cả Aggerbeck et al. (2014) và Jønsson et al. (2016) đều đặt Oreoicidae gần với Falcunculidae và Cinclosomatidae, nhưng các phân tích sớm hơn dựa trên ít gen hơn lại đưa ra kết luận khác. Cụ thể, Norman et al. (2009a) đặt Aleadryas và Oreoica trong Malaconotoidea với độ hỗ trợ yếu trong khi Jønsson et al. (2008a) đặt Aleadryas và Pitohui cristatus (danh pháp trước đây của Ornorectes cristatus) gần Campehagidae.
Trong bài này Wikipedia chấp nhận danh pháp Oreoicidae (Sibley & Ahlquist, 1985) cao hơn danh pháp Oreoicidae (Schodde & Christidis, 2014). Schodde và Christidis cho rằng không có định nghĩa hay mô tả thích hợp cho Oreoicini Sibley & Ahlquist, 1985. Tuy nhiên, các tác giả Sibley và Ahlquist đã xử lý chúng như là nhóm chỉ có một đại diện (Oreoica gutturalis), và định nghĩa tông Oreoicini như là đơn vị phân loại chỉ bao gồm Oreoica gutturalis là định nghĩa thích đáng.

## Các chi
- Oreoica Gould, 1838: 1 loài (Oreoica gutturalis Vigors & Horsfield, 1827) – chim chuông mào. Sinh sống trong vùng khô cằn của Australia.
- Ornorectes Iredale, 1956: 1 loài (Ornorectes cristatus Salvadori, 1876) - pitohui mào. Sinh sống trong các rừng mưa từ khu vực chân núi tới núi thấp ở New Guinea.
- Aleadryas Iredale, 1956: 1 loài (Aleadryas rufinucha Sclater, 1874) – chim hót gáy hung. Sinh sống trong các rừng mưa ở vùng núi trung ở New Guinea.